# Ясинский, Александр Ибрагимович
Ясинский Александр Ибрагимович (20 июля 1929, Минск, Белорусской ССР — 16 мая 2019, Тольятти, Россия) — советский и российский промышленник, финансист, политический и общественный деятель. Праведник мира. Почётный гражданин Тольятти.

## Биография
Родился 20 июля 1929 года в городе Минске в рабочей семье. Отец — Ясинский Ибрагим Хасеневич — работал на Минской кожгалантерейной фабрике им. В. В. Куйбышева рабочим, мастером, начальником цеха. Мать — Ясинская Мария Адамовна — работала санитаркой в Союзе советских писателей и композиторов Белоруссии.
До начала Великой Отечественной войны окончил 4 класса средней школы № 1 им. А. С. Пушкина.
Участник Великой Отечественной войны. В 1941—1942 годах находился на оккупированной территории и был связным Минского подполья. В 1943—1944 годах воевал в составе партизанского отряда бригады им. Чкалова, впоследствии — бригады «За Советскую Беларусь».
В 1944 году, после освобождения Минска, Ясинский поступил в специальное ремесленное училище. В 1946 году, после его окончания, поступил в Минский финансовый техникум, а позже был направлен для продолжения обучения в Ленинградский финансово-экономический институт.
С 1953 года работал в финансовых органах Алтайского края, Белорусской ССР, Академии наук БССР, Совнархозе БССР, Минавтопроме СССР.
Был членом ВЛКСМ с 1944 по 1957 годы. В 1965 году вступил в КПСС.
С января 1970 года трудовая деятельность Ясинского А. И. связана с Волжским автомобильным заводом, где он прошёл трудовой путь от заместителя начальника планово-экономического управления до заместителя генерального директора по экономике и планированию.
С 1970 года — член парткома ВАЗа, в 1970—1979 годах — член бюро и заместитель секретаря парткома, председатель Комитета народного контроля. Два созыва был депутатом райсовета Автозаводского района города Тольятти.
По достижении пенсионного возраста продолжил трудовую деятельность в качестве заместителя директора научно-технического центра ВАЗа.
1 декабря 1997 под был назначен председателем наблюдательного совета ЗАО КБ Фиа-банк, который возглавлял до 2006 года, входил в совет директоров банка.
В 2000-2004 годах депутат, заместителем председателя Тольяттинской городской Думы III созыва, членом комиссии по бюджетно-экономической политике, член фракции Единая Россия.
В 2003-2004 годах председатель тольяттинского отделения партии РОДП «Яблоко», на выборах в Государственную думу 4-го созыва был кандидатом в депутаты по Тольяттинскому одномандатному округу № 155, уступив первенство действующему депутату Анатолию Иванову.
11 февраля 2013 года Александру Ясинскому вручили награду «Праведник мира». Ещё в 1996 году израильтянка Сара Голанд дала институту Яд ва-Шем трёхчасовое интервью, в котором в том числе рассказывала о русской семье, переправлявшей военнопленных в партизанские отряды, передававшей в гетто продукты и укрывавшей её дочерей Нину и Елену во время облав. Это была семья Ясинских: Мария и её дети Александр, Борис и Тамара. Дети Сары Голанд постарались, чтобы их спасителям были вручены заслуженные награды.
В 1999-2019 годах председатель Совета ветеранов войны и труда ОАО «АВТОВАЗ», являлся учредителем Фонда ветеранов войны и труда АВТОВАЗа «ВЕТЕРАН» (преемник Николай Карагин).
Скончался 16 мая 2019 года в Тольятти.

## Память
Выпустил книгу «Творцы АВТОВАЗа Александр Ясинский» (2009); и книгу «Спасение. Праведники народов мира Ясинские» (2013)
.
В 2015 году городской благотворительный фонд ГБФ Тольятти в партнёрстве с АО Особая экономическая зона Тольятти учредил именную стипендию имени А. И. Ясинского для студентов города.

## Награды и звания
- Награждён орденами Трудового Красного Знамени и Отечественной войны II степени, а также медалями.
- Заслуженный экономист РСФСР (1989).
- Почётный гражданин Тольятти (2006).
- Награждён израильской наградой «Праведник мира» (2013)[10].
- Почётный гражданин Самарской области (2014)[11].